# Australomedusa thrombolites
Australomedusa thrombolites är en nässeldjursart som beskrevs av Wolfgang Zeidler och Lisa-ann Gershwin 2004. Australomedusa thrombolites ingår i släktet Australomedusa och familjen Australomedusidae.
Artens utbredningsområde är Sydaustralien. Inga underarter finns listade i Catalogue of Life.